# Космухамбетов, Галимжан Серикович
Галимжан Серикович Космухамбетов (каз. Қосмұхамбетов Ғалымжан Серікұлы; род. 2 августа 1988, село Уркаш, Костанайская область, Казахская ССР) — казахстанский игрок в мини-футбол, вратарь. Мастер спорта международного класса (2013).

## Биография
Родом из села Камысты Костанайской области. В детстве вместе с семьёй переехал в город Рудный, где выступал в разных возрастах основным вратарём команд из Рудного.
Профессиональную карьеру начал в команде «Жигиттер» (Астана), далее был клуб «Альфа» (Рудный), который являлся дочерней командой «Кайрата» из Алматы. Затем перешёл в «Кайрат». В сезоне 2012/13 на правах аренды играл в «БТА-футзал» (Алматы). По ходу сезона 2014/15 покинул «Кайрат»
В составе любительской команды «Аманат» (Астана) принял участие в открытом розыгрыше Кубка Астаны по футзалу ЛЛФ, проходившем с 28 февраля по 1 марта 2015 года в Астане, и был признан лучшим голкипером турнира.
Так же в составе команды «Аманат» стал обладателем кубка Yeleu Cup 2015. Yeleu Cup — ежегодный республиканский турнир по мини-футболу среди команд-любителей посвященный памяти Каната Елеупова, в котором приняли участие 11 команд из разных уголков Казахстан и одна команда из Российской Федерации. Кубок «YELEU CUP» впервые за 14-летнию историю остался в Астане.
В сезоне 2019/20, провёл 6 матчей за команду «ЭРИЭЛЛ» в чемпионате города Новый Уренгой по мини-футболу.